# Ogletown
Ogletown é uma comunidade sem personalidade jurídica do Condado de New Castle, Delaware, Estados Unidos. Ogletown está localizado na junção da Delaware Rota 4 e Delaware Route 273 a 4,8 km a leste de Newark.